# Иванов, Василий Васильевич (Герой Социалистического Труда)
Василий Васильевич Иванов — советский хозяйственный, государственный и политический деятель, Герой Социалистического Труда.

## Биография
Родился в 1920 году в деревне Буриги. Член КПСС.
С 1935 года — на хозяйственной, общественной и политической работе. В 1935—1980 гг. — ученик слесаря, слесарь в паровозоремонтном депо станции Дно, краснофлотец, участник Великой Отечественной войны, бригадир вальцовщиков Ленинградского сталепрокатного завода Министерства чёрной металлургии СССР. 
Указом Президиума Верховного Совета СССР от 22 марта 1966 года присвоено звание Героя Социалистического Труда с вручением ордена Ленина и золотой медали «Серп и Молот».
Делегат XXII съезда КПСС.
Умер после 1985 года.